# 제53회 미국 감독 조합상
제53회 미국 감독 조합상은 2000년 뛰어난 활동을 보인 영화 감독을 기리기 위해 2001년 3월에 열린 시상식이다. 뉴욕, Century Plaza Hotel에서 개최되었다.

## 수상 및 후보

### 감독상(영화부문)
- 와호장룡 - 이안 수상

### 감독상(TV영화부문)
- 제프 브레크너 수상

### 감독상(다큐멘터리부문)
- 찰스 브레이버먼 수상

### 감독상(광고부문)
- Frank Glenn 수상

### 명예상
- Jack Valenti 수상

### 로버트 B. 알드리치 상
- 로버트 버틀러 수상
- Tom Donovan 수상

### 프랭크린 J. 샤프너 상
- Robert Van Ry 수상

### 대통령상
- 로버트 와이즈 수상